# Gran Tavola
La Gran Tavola ou Magna Tavola (en français : « grande table ») est une institution financière du XIIIe siècle, fondée en 1255 par Orlando di Buonsignori dans la république de Sienne en Italie. Elle fut l'une des plus influentes en Europe jusqu'à sa disparition, en 1298. Son activité peut être comparée à celle d'une banque.
Possédant des comptoirs à Bologne, Gênes, Pise, Marseille, Troyes, Paris, et jusqu'au Levant, elle exerçait des fonctions bancaires pour la papauté et les royautés mais également des activités de marchand-banquier particulièrement dans les foires de Champagne et du duché de Bourgogne.
Son nom provient du fait que les commis et négociants qui faisaient des affaires étaient assis derrière un banc (banco) ou une table (tavola).

## Histoire

### Montée en puissance

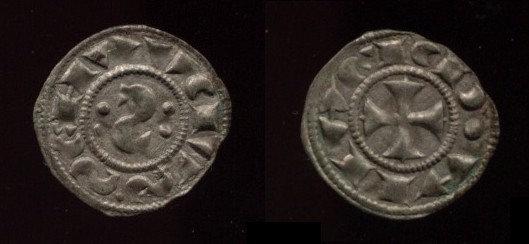
Denier de Sienne (argent, fin XIIe siècle).

Constituée en Cité-État en 1125, Sienne va connaître une expansion sur le plan financier à la fin du XIIe siècle avec de puissances familles commerçantes, comme les Piccolomini dès 1193 et les Buonsignori dès 1209. Cette dernière et à l'origine de l'établissement de la Gran Tavola. L'apogée de ces familles est atteint en 1270. Leur fortune provient de liens d'affaires privilégiés, suivant les routes commerciales à l'intérieur des terres (et non maritimes), avec les foires de Champagne, établis vers 1220-1230. Elles plaçaient leurs capitaux sous la forme de prêts à intérêt. Par ailleurs, unies aux Romains, elles avançaient d'importantes sommes aux États pontificaux. Sur le plan monétaire, Sienne entre en rivalité avec la république de Florence, ce qui, à la longue, lui sera fatal, le florin d'or supplantant le denier d'argent siennois.

### Apogée et conflits

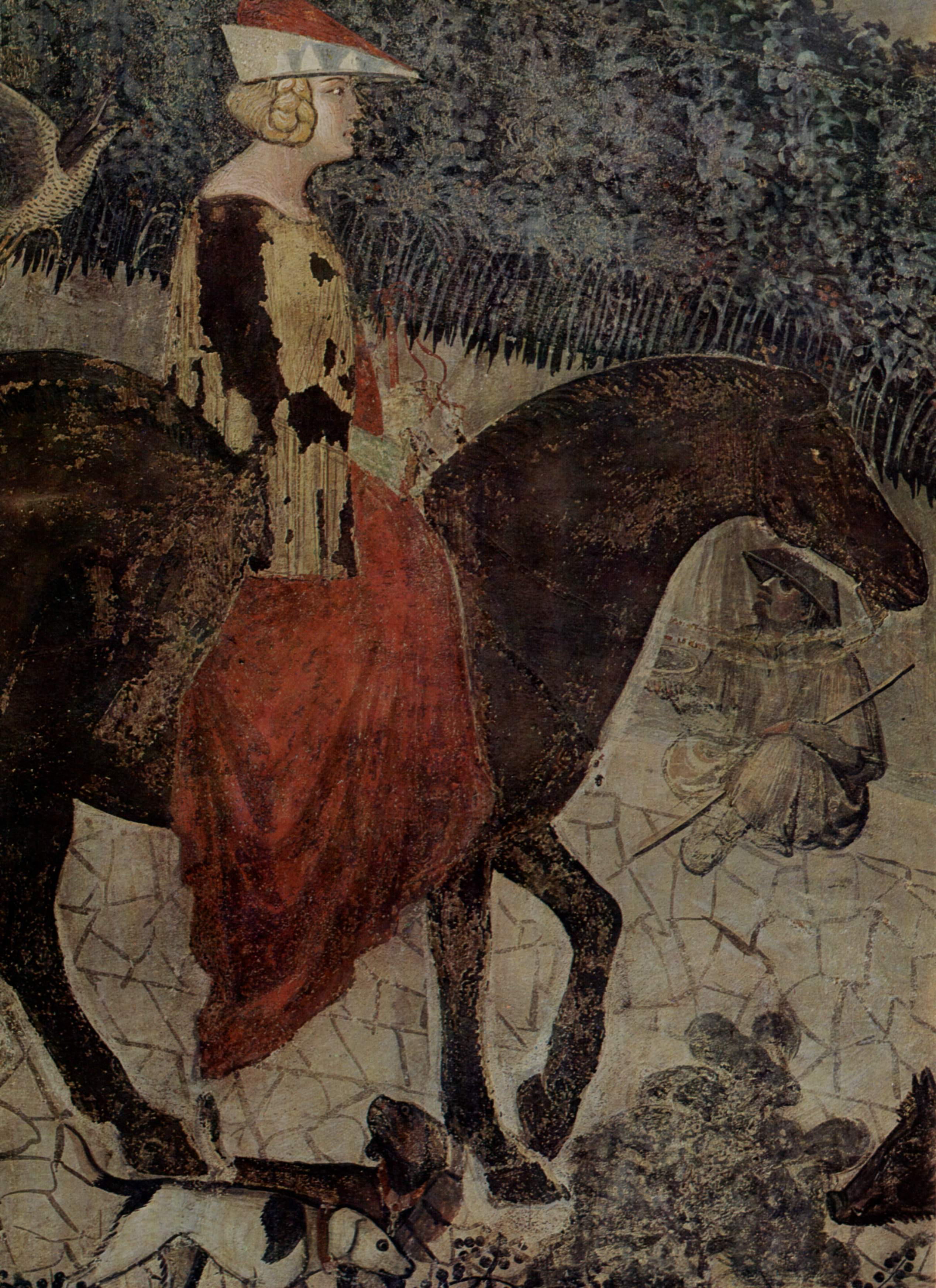
Orlando di Buonsignori, supposément représenté sur la fresque Allégorie et effets du Bon et du Mauvais Gouvernement d'Ambrogio Lorenzetti (Palazzo Pubblico (Sienne).

Les Buonsignori s'étaient constitués en societas, soit une entreprise à responsabilité illimitée et conjointe des associés issus d’une même famille (compagnia). La Gran Tavola fut fondée par Orlando di Buonsignori, après la mort de son frère Bonifazio, en 1255 avec la complicité de la famille Malavolti.
Les Buonsignori avaient développé une relation étroite avec le pape Innocent IV (1243-1254) qui était en conflit avec l’empereur du Saint-Empire, Frédéric II. Cette relation étroite se poursuivit sous le pape Alexandre IV (1254-1261) et de nouveaux associés furent ajoutés afin d’augmenter le capital de la banque et de financer les activités anti-Hohenstaufen des papes. Alexandre IV utilisait aussi les services de la banque siennoise Tolomei.
Sienne était une commune gibeline Hoenstaufen, ce qui créait des tensions dans la commune pour les Buonsignori qui travaillaient pour la papauté bien que la famille était, elle aussi, d’allégeance gibeline. Florence était guelfe et était souvent en guerre avec Sienne. D’ailleurs, le pape Alexandre IV excommunia Sienne en novembre 1260 alors qu’elle avait vaincu Florence à Montaperti.
Urbain IV remplaça Alexandre IV en 1261 après sa mort. Malgré les allégeances gibelines de Sienne, étant donné la force économique des Buonsignori, il les conserva comme banquiers et alla même jusqu’à les introduire au roi d’Angleterre. Clément IV arriva en 1265 et utilisa toutes ses ressources financières pour supporter Charles d'Anjou contre Manfred pour le contrôle du sud de l’Italie. Encore une fois la Gran Tavola était impliquée et elle avait le quasi-monopole des affaires papales à cette époque. Charles d’Anjou vainquit le dernier Hoenstaufen, Confradin, en 1268. Après quelques guerres, Charles d’Anjou convertit Sienne en guelfe en 1270. Orlando di Buonsignori dut quitter la commune, mais il continua de s’occuper des affaires de la papauté. Il mourut un peu après en 1273.
Les banques de Sienne étaient impliquées aussi dans les affaires des foires de Champagne dès 1222, dont celle des Buonsignori, et ce durant tout le XIIIe siècle. La première présence de la banque en France à Paris semble être en 1250. Ils ont aussi été très impliqués à Gênes dès 1253 où ils ont tenté de battre de la monnaie sans succès avec la banque génoise Leccacorvo.

### Déclin et fin

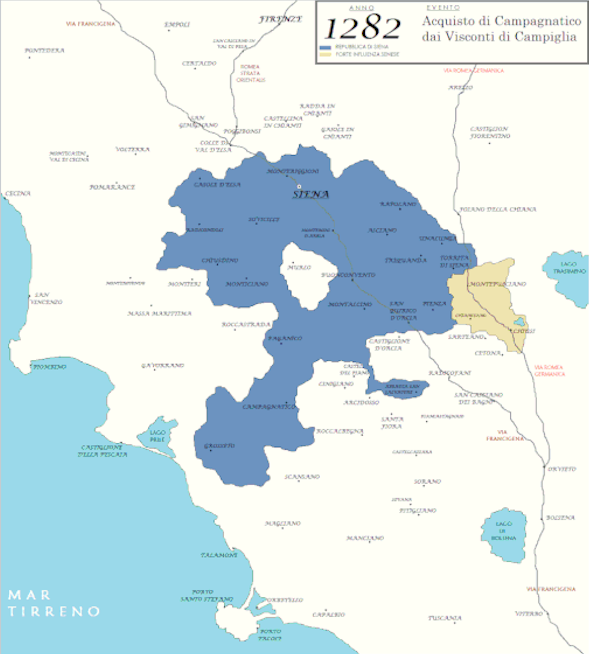
La république de Sienne en 1282.

Les descendants de Bonifazio et d’Orlando di Buonsinori continuèrent de diriger la banque, mais leur contrôle n’était pas aussi ferme depuis la mort d’Orlando : d’autres associés étaient devenus importants. À partir de 1275, les Angevins et les papes continuèrent d’utiliser la Gran Tavola, mais dans une moindre mesure, mais il semble tout de même que d’importants dépôts étaient toujours dans les coffres de la Gran Tavola. Les relations entre les Angevins et la papauté s’envenima et en 1282, la Sicile fut perdue auprès du royaume d'Aragon. Pendant ce temps, la papauté avait débuté à utiliser de plus en plus les banquiers florentins sous Boniface VIII.
Malgré les tensions avec les Angevins, la papauté continua de les financer afin de les aider à reprendre le royaume de Sicile. Durant les années 1280, les papes utilisaient toujours la Gran Tavola dans le nord de la France, en Angleterre, en Écosse, au Danemark et en Allemagne. Honorius IV (1285-1287) réutilisa à nouveau la banque afin de reconquérir la Sicile et lors de la Croisade. Les Buonsignori étaient redevenus importants sous Nicolas IV (1288-1299) qui les utilisa pour financer le fils de Charles d’Anjou afin de reprendre la Sicile.
L’expansion du commerce textile de Florence faisait qu’il n’était plus profitable d’importer des produits finis du nord de l’Europe vers le sud. Ainsi, vers la fin du XIIIe siècle , les foires de Champagne sont devenues moins populaires étant donné les déplacements de la fabrication et des trafics commerciaux. Le florin en or de Florence avait aussi été créé en 1255 et la place de l’argent diminuait. Les conflits continuels entre la France et l’Angleterre rendaient les relations d’affaires très difficiles pour les banques de Sienne et les princes devenaient de plus en plus capricieux et ne voulaient plus honorer leurs prêts. La papauté était aussi en conflit avec le roi de France. Florence trafiquait beaucoup maintenant avec les Angevins dans le sud grâce à son industrie textile. Ainsi, une perte de confiance s’installa chez les déposants envers les banques siennoises et des retraits massifs eurent lieu. Les actifs des banques n’étaient pas suffisamment monnayables devant cette masse de retraits. Les associés étaient aussi souvent en conflit entre eux. Ceci fit en sorte que la Gran Tavola entra dans une phase de restructuration et de changement d’associés.
En 1289, de nouveaux associés arrivèrent. Plusieurs quittèrent et furent remboursés. Le contrat de sociedas fut renouvelé en 1292 et en 1295 avec encore quelques changements encore au niveau des associés. Le fait que les associés étaient conjointement et solidairement responsables de toutes les pertes de la société les rendait très nerveux. Lors du renouvellement du contrat de la société en août 1298, tous les associés, sauf un, qui ne faisait pas partie de la famille Buonsignori, firent une pétition pour une restructuration de la banque auprès du conseil général de la commune de Sienne, qui selon eux, avait grandement bénéficié du succès de la Gran Tavola durant tout le XIIIe siècle.
Le coup de grâce pour la banque advint lorsque le roi français Philippe IV le Bel emprisonna et gela tous les actifs des marchands siennois en France en juillet 1307 alors qu’il demandait un remboursement de 54 000 livres tournois par la Gran Tavola. Les marchands de Sienne durent payer le roi à la place de la banque. S’ensuivit un long processus de négociation des marchands auprès du conseil général de Sienne afin qu’ils puissent se faire rembourser par les associés de la banque au prorata de leur participation et que si un associé était incapable de payer, les autres, incluant les descendants, devenaient responsables de la créance toujours selon sa participation. La famille Buonsignori repaya 19 000 livres tournois en 1309. À la fin de 1310, malgré les lentes tergiversations du conseil général de la commune, les actifs de la banque avaient été liquidés et les marchands de la commune furent repayés. Devant cette crise de confiance, les autres banques siennoises se mirent toutes à tomber dont la Tolomei en 1313, deuxième en importance.
Au début des années 1340, à la suite de la déconfiture des banques florentines des Bardi et Peruzzi, Clément VI continua l’enquête de ses prédécesseurs pour récupérer les sommes qui leur étaient dues par les banques, dont celles de Sienne. En 1344, il ordonna que 80 000 florins soit remboursés par les associés de la Gran Tavola à la Curie. Le conseil général de Sienne pris la situation en main en juillet 1345. Le pape excommunia la commune la même année. Les descendants des associés de la Gran Tavola s’acquittèrent finalement de leur dette à la fin de 1356, après avoir essayé de s’en sauver. La famille Buonsignori avait encore beaucoup de richesse malgré la faillite de la banque.